# La Saucelle
La Saucelle – miejscowość i gmina we Francji, w Regionie Centralnym, w departamencie Eure-et-Loir.
Według danych na rok 1990 gminę zamieszkiwało 145 osób, a gęstość zaludnienia wynosiła 10 osób/km² (wśród 1842 gmin Regionu Centralnego La Saucelle plasuje się na 992. miejscu pod względem liczby ludności, natomiast pod względem powierzchni na miejscu 905.).